# UTC+4:00

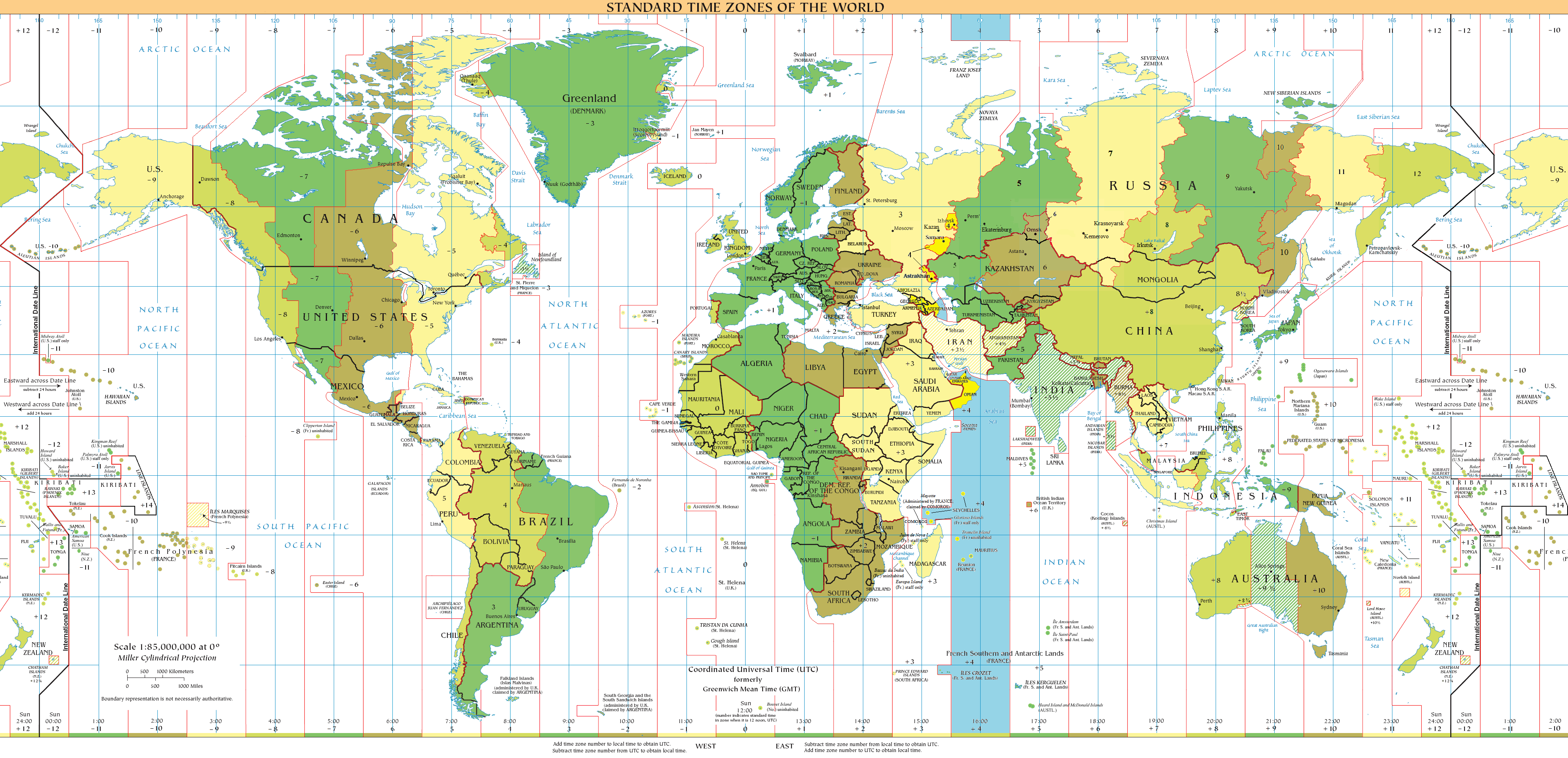
Часовой пояс UTC+4:
синим — UTC+4 в зимнее время (летом — UTC+5);
ярко-жёлтым — зона UTC+4 круглый год;
голубым — зона UTC+4 в океанах

UTC+4 — часовой пояс, использующийся в следующих государствах и территориях:

## В течение всего года
- Азербайджан
- Армения
- Грузия
- Маврикий
- ОАЭ
- Оман
- Реюньон ( Франция)
- Россия (часть) — Самарское время:
  - Приволжский федеральный округ:
    -  Самарская область
    -  Саратовская область
    -  Ульяновская область
    -  Удмуртия

  - Южный федеральный округ:
    -  Астраханская область
- Сейшельские Острова

## Ранее
Московское время с 1 апреля 1981 года до 30 марта 1991 года и с 19 января 1992 года до 26 марта 2011 года в летний период, а также с 27 марта 2011 года по 26 октября 2014 года (02:00) круглогодично соответствовало UTC+4.
Тегеранское время с 1977 по 1979 соответствовало UTC+4 зимой и UTC+5 летом